# مروحة (لودر)

تعديل مصدري - تعديل

مروحة هي إحدى قرى عزلة زارة بمديرية لودر التابعة لمحافظة أبين، بلغ تعداد سكانها 162 نسمة حسب تعداد اليمن لعام 2004.